# Athlético Marseille
Athlético Marseille (trước đây là Groupe Sportif Consolat và đôi khi được gọi là Marseille Consolat) là một câu lạc bộ bóng đá nghiệp dư Pháp được thành lập vào năm 1964 và có trụ sở tại tỉnh Bouches-du-Rhone của Marseille. Câu lạc bộ được đặt tên cho đến năm 2018 có hậu tố Consolat, một khu phố nằm ở La Calade, trong quận 15, phía bắc của Marseille. Được thành lập vào năm 1964 bởi các cư dân của Consolat, câu lạc bộ đã được điều hành bởi chủ tịch câu lạc bộ hiện tại Jean-Luc Mingallon từ năm 1983. Mingallon đã đưa đội đến thành công, điều này đã dẫn đến sự thăng tiến của họ từ Division d'Honneur vào năm 1999. Năm 2006, câu lạc bộ đạt đến cấp độ bóng đá nghiệp dư quốc gia với việc thăng hạng lên CFA2. Lần thăng hạng này đã tạo ra những trận derby mới với đội dự bị Olympique de Marseille và US Endoume. Mong muốn trở thành Câu lạc bộ thứ hai của Marseille, đã tiến một bước gần hơn với việc thăng hạng lên CFA năm 2011. Consolat đã giành được danh hiệu CFA vào năm 2014, được thăng hạng lên Championnat National, hạng ba của bóng đá Pháp. Họ gần như đã được thăng hạng lên Ligue 2 trong mùa giải 2015-2016, chỉ thua một điểm sau Amiens SC. Họ một lần nữa bỏ lỡ cơ hội thăng hạng có thể trong mùa giải tiếp theo, kết thúc sau đối thủ Paris FC chỉ do hiệu số bàn thắng bại.
Vào mùa hè năm 2018, Consolat đã trải qua quá trình tái tạo thương hiệu và đổi tên thành Athlético Marseille.

## Huấn luyện viên đáng chú ý
- Hardetin Gaetan
- Tinh chất Nordine
- Stéphane Haro